# Abu Auda
Abu Auda (arabsky أبو عودة‎; někdy též Abu ‘Awdah) je výšina v jihozápadní části pásma Gazy (Palestina) o výšce 105 m n. m. Nachází se poblíž Mezinárodního letiště Jásira Arafata na území guvernorátu Rafáh. Jedná se o nejvyšší bod pásma Gazy.